# 上海磁浮交通科技馆

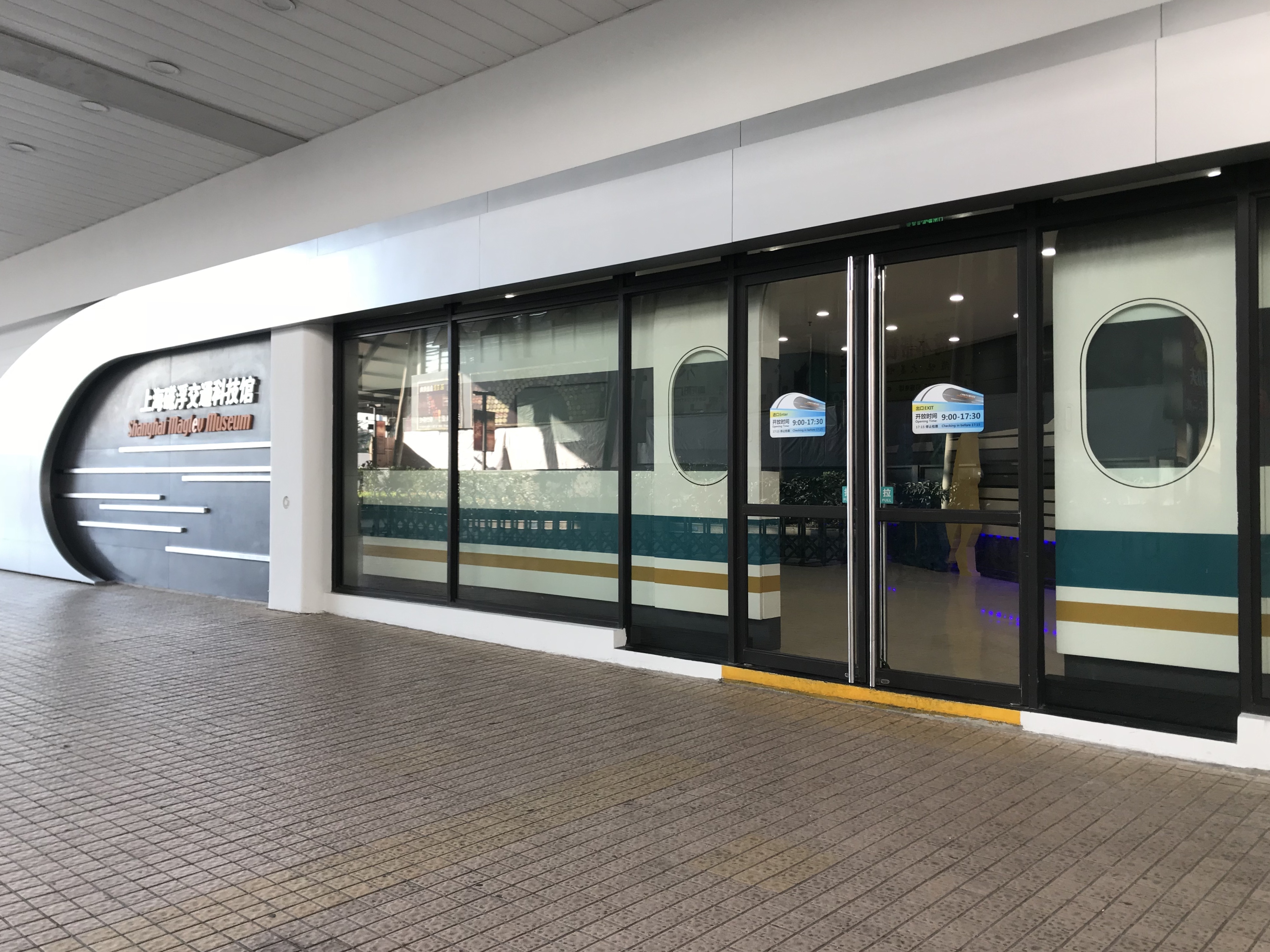
上海磁浮交通科技馆

上海磁浮交通科技馆位于中国上海市浦东新区龙阳路2100号，是一座用以展示磁悬浮技术和上海磁悬浮列车发展历史的专业展馆。

## 历史
上海磁浮交通科技馆的前身是上海磁浮科技展示厅，经过改造后于2007年8月16日正式开馆，面积1250平方米。展馆分为五个部分，分别为磁浮的诞生、上海磁浮线、磁浮探秘、磁浮优势、磁浮展望。 展品有模型和零件等，并且有不少可让游客亲身参与磁浮列车组装的互动项目。

## 参观信息
- 开放时间：9:00-17:00，全年开放，游客凭当日磁悬浮车票可免费参观。
- 公共交通：轨道交通2号线、7号线、16号线、18号线於龍陽路站，公交581、798、975、976、989路，大桥六线。
- 磁浮線龙阳路站正下方